# HabEx
HabEx（Habitable Exoplanet Observatory）は構想・計画中の宇宙望遠鏡である。ハビタブルゾーン内に位置し液体の水が存在している居住可能な地球サイズの太陽系外惑星を発見することをコンセプトにしている。
HabExの目的は、太陽系外の地球型惑星がどれだけ一般的な存在であるかを調べると同時に、個々の特徴の違いにどれくらいの幅があるかを明らかにすることにも繋がっている。望遠鏡内部のコロナグラフに加えて、外部の遮蔽体(スターシェード)を用いて惑星系の中心星の食を起こし、惑星の光だけを観測できる状態にして可視光・紫外線・赤外線領域の分光器で惑星大気を観測する。このスターシェードはニューワールドミッションとして検討されていたものである。
ミッション計画の最初の提案は、NASAの大規模戦略的科学ミッションとして2016年に提出された。打ち上げ後はハッブル宇宙望遠鏡のような低軌道の地球周回軌道ではなく、ジェイムズ・ウェッブ宇宙望遠鏡などのように地球から150万kmほど離れたラグランジュ点で観測を行う。

## 概要
2016年にNASAは、大規模戦略的科学ミッションの宇宙物理学部門での2030年代の旗艦宇宙望遠鏡候補(ASTRO2020)を4計画選び、選定を開始した。10年に一度のこのミッション枠は最終的に1つに絞られ、過去にはナンシー・グレース・ローマン宇宙望遠鏡、ジェイムズ・ウェッブ宇宙望遠鏡、チャンドラX線観測衛星、ハッブル宇宙望遠鏡が選ばれているNASAのフラッグシップとしての宇宙望遠鏡となる。
2030年代の候補はHabExのほかに大型紫外可視近赤外線宇宙望遠鏡(LUVOIR)・オリジンズ宇宙望遠鏡・LynxX線観測衛星が挙げられていた。2019年にこの4つのチームは最終報告書を米国科学アカデミーに提出し、アカデミー内で独立した天文学・天体物理学のディケイダル・サーベイの検討委員会が最終的に、NASAにどのミッションを最優先で進めるべきかを勧告する。
その結果、2021年にアカデミーが発表した最終勧告では、LUVOIRとHabExを統合した口径6m級の宇宙望遠鏡が推薦された。2040年に打ち上げる予定で、予算はインフレも考慮した結果110億ドルとなった
。
HabExのミッションコンセプトは太陽のような恒星の周りの惑星系の直接撮像である。HabExはどのような種類の惑星でも撮像可能であるが、主要目標としているのは地球サイズの岩石惑星で、それらがもつ大気の構成成分を明らかにすることである。HabExはそれらの惑星の分光観測によって、大気中から水などの居住可能な惑星であることを示す兆候や、さらに酸素やオゾンといった生物活性の兆候である気体の検出を目指している。
このような観測で障壁となるのが、惑星からの光は中心星に比べて非常に弱いうえにその強烈な光源が惑星の至近距離に位置するため、惑星の光を観測する上でのノイズが大きく精度の良い観測が困難となることである。その解決策として中心星からの光のみをある程度軽減するコロナグラフなどの装置が開発され既に天文学者による観測に用いられているが、HabExはさらに望遠鏡の視線の先数万kmの位置に恒星を隠すための巨大なマスクとなる遮蔽体を飛ばしておき、人工の食を起こして中心星の光を大きく除くという大胆な策をとり、それまでにない高精度な直接撮像を目指す。

## 科学目標

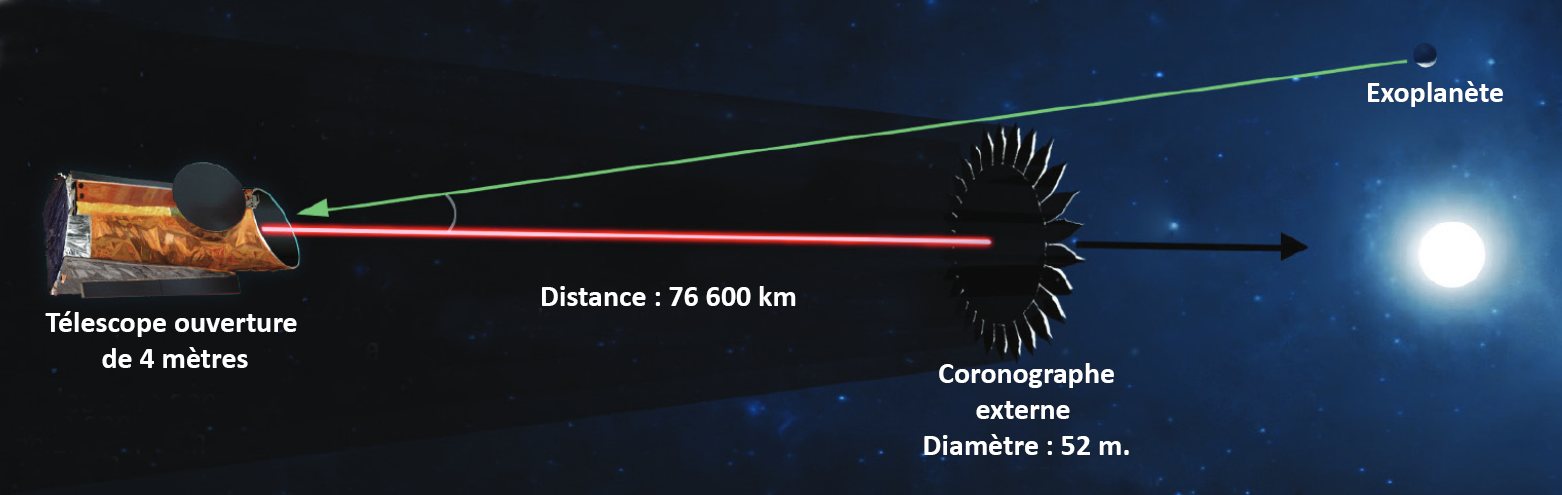
HabExによる太陽系外惑星の撮影イメージ図

HabExの主要な科学目標は、太陽系近傍の主系列星のハビタブルゾーンに位置する地球サイズの惑星の発見と詳しい特徴の評価であるが、同時にその恒星系の幅広い種類の惑星の観測もでき、さらには系外惑星以外の一般的な幅広い天体物理学の分野にも活用できる。
特にこのミッションは、太陽系近傍の太陽型星のハビタブルゾーンにある地球サイズの岩石惑星の大気から惑星の居住可能性の指標やバイオシグナチャーと呼ばれる生物の存在を示唆しうる指標を検出できるように設計されている。CH4、H2O、NH3、COの吸収線の波長、およびNaやKの輝線の波長をHabExの観測装置はカバーしている。
コントラストはハッブル宇宙望遠鏡の1000倍に達するため、HabExでは惑星だけでなく主星周囲のダスト構造も観測でき、惑星の重力の影響を追跡していくこともできるとされている。これまで観測できなかったかすかな原始惑星系円盤も複数発見できるため、HabExを用いて広い範囲の恒星の分類にわたってダストの存在率や特性を比較研究することができる。

### 一般天文学での利用

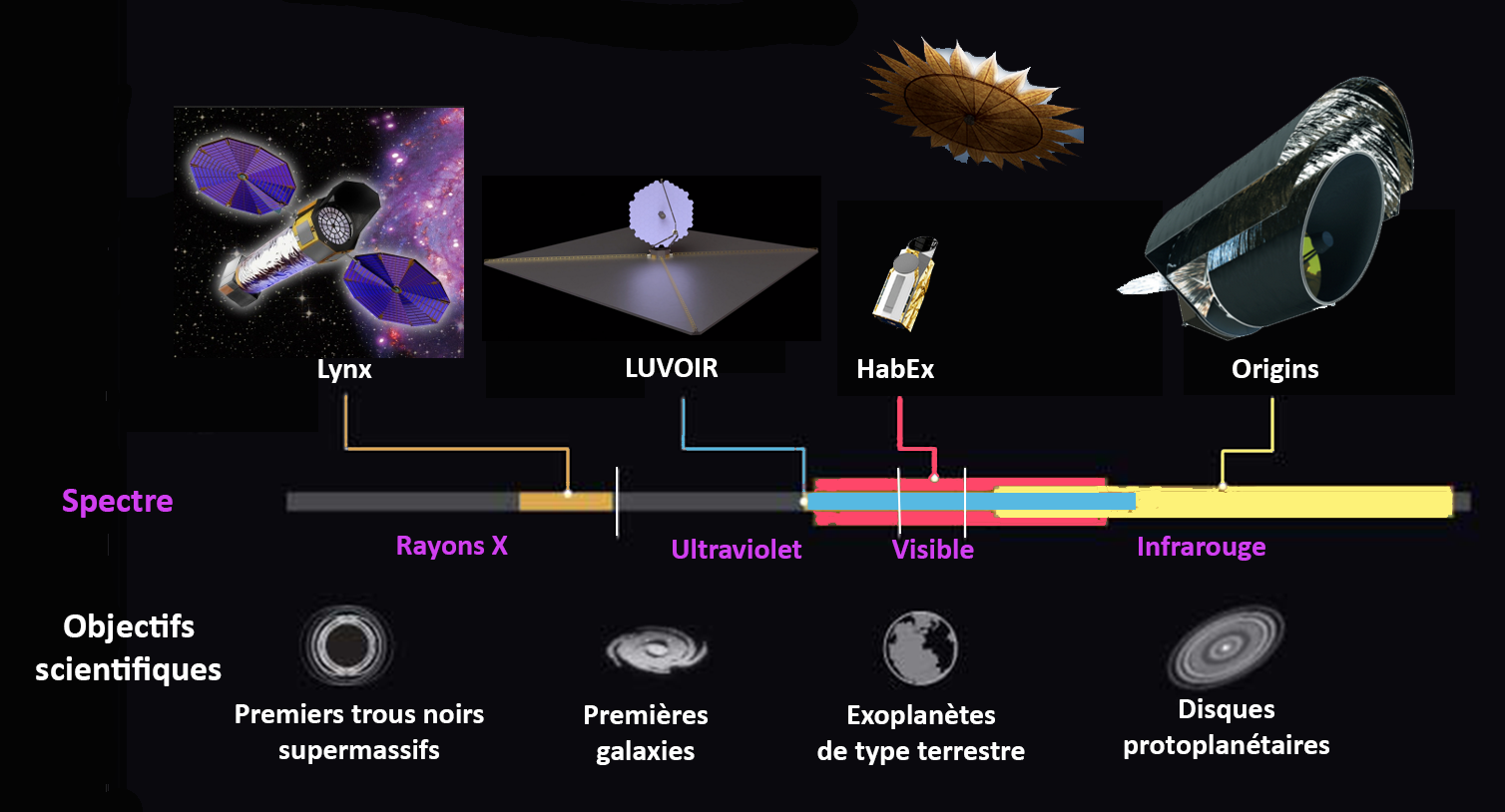
HabExとAstro2020において枠を争っていた他の構想中の宇宙望遠鏡

HabExの使用用途は系外惑星科学に限定されておらず、その観測テーマによってHabExによる系外惑星観測によるトップレベルの成果と同等の高い科学的なリターンが得られると判断された場合には、天体物理学や位置天文学にも用いられる。HabExによる一般天体物理分野の観測プログラムとしては現在様々な候補が調査されている。観測の範囲としては、光イオン化を起こした光子の脱出率測定による銀河間物質の再電離の研究や、銀河に出入りするバリオンの研究、星形成率や形成史の局所的環境条件や大質量星の影響を含めた恒星の種族の研究にまで及ぶ。さらに野心的とされる試みとして、近傍の矮小銀河の位置観測によるダークマターの性質の絞り込みや、局所的なハッブル定数の測定なども挙げられている。
HabExの一般天体物理学分野の観測内容として提案された、現在可能とされている観測プログラムの一例は以下の通り。
| 研究分野                 | 観測内容                                                               | 観測波長                                       |
| ------------------------ | ---------------------------------------------------------------------- | ---------------------------------------------- |
| 局所的なハッブル定数     | Ia型超新星のホスト銀河中のケフェイド変光星の撮影                       | 可視-近赤外分光                                |
| 銀河間物質の再電離       | 銀河の紫外線撮像による、ライマン連続光子の脱出率測定                   | 紫外線、可能であればライマン端の91 nmまで      |
| バリオンサイクル         | クエーサー背景の吸収線観測                                             | 撮像:115 nmまでの紫外線 分光:91 nmまでの紫外線 |
| 大質量星とフィードバック | 銀河系や近傍の銀河中の大質量星の紫外線～近赤外線での観測               | 撮像:110–1000 nm 分光: 120–160 nm              |
| 銀河考古学               | 近傍銀河の個々の恒星を分解して測光観測                                 | 500–1000 nm                                    |
| ダークマター             | 局所銀河群に属する矮小銀河中の恒星の測光や位置測定による固有運動の観測 | 500–1000 nm                                    |

## 予定されている仕様

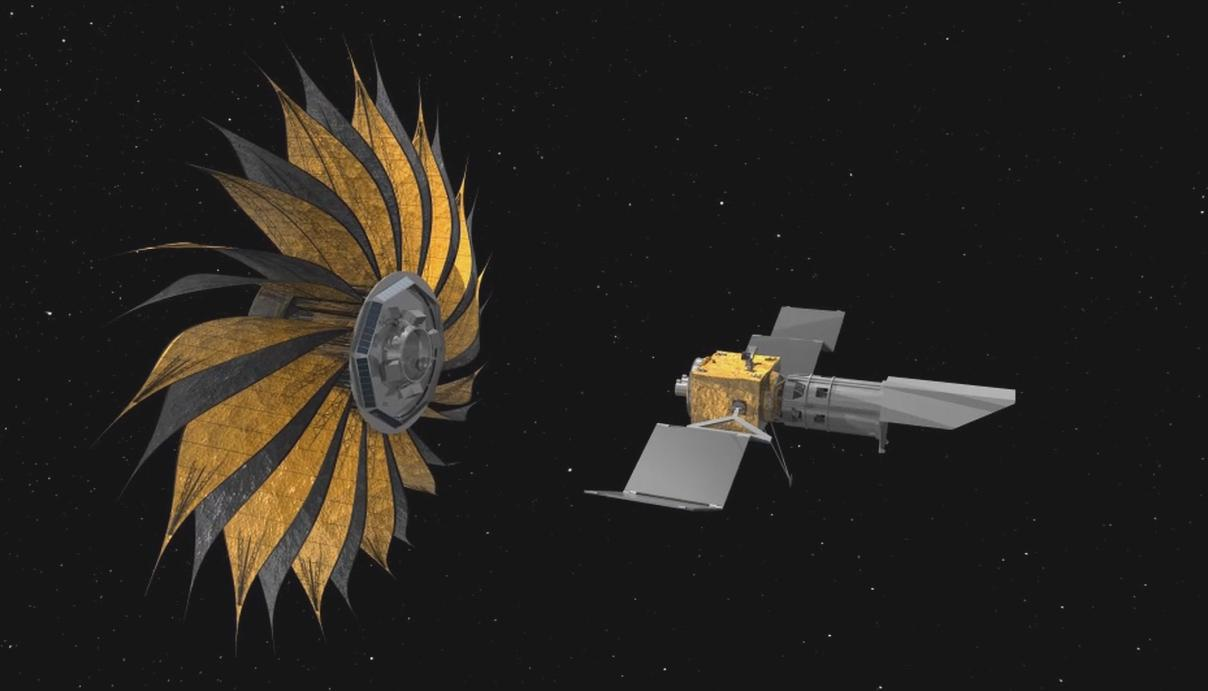
スターシェードと観測機

科学的目標に基づき、観測対象の惑星が主星の光を反射した光を直接撮像・分光する可視光領域での装置を検討しているが、その波長域は紫外線や近赤外線部分まで拡張される可能性がある。望遠鏡の口径はLUVOIRとまとめられる前は4メートル (13 ft)の単一鏡が想定されていた。
最小限絶対に必要な観測波長域は0.4から1μmだが、許容されるコストや装置の複雑さに応じて短波長側は0.3μm未満、長波長側は1.7μmから2.5μmほどまで拡張できると見込まれている。
系外惑星大気の特性評価のためには、より長い波長まで観測範囲を広げるには、展開すると52 m (171 ft)まで拡がるスターシェードをファルコンヘビーロケットで望遠鏡部とは別に打ち上げるか、望遠鏡の口径を大きくするかして背景光を減らす必要がある。もしくはコロナグラフを小さくする方法もある。一方0.35μmまでの短波長で精度よく特性評価をするには、紫外線感度におけるまで透過率を維持しハイコントラストが実現できる光学系が要求され、スターシェードやコロナグラフ構造への波面精度要求はより厳しくなる。
そのような高い空間分解能、コントラストが実現すれば恒星や銀河の形成進化の研究においても大きな成果をもたらしうる。

### バイオシグナチャー
HabExは系外惑星の大気から、O2(波長0.69μmと0.76μmに吸収線を作る)やそれが光分解して生成されたO3といったバイオシグナチャーとなりうる気体を探す。観測波長の長波長側が1.7μmまで拡張されれば、高い確度で水の吸収線(1.13μmと1.41μm)やCO2、CO、O4を検出でき、検出された酸素やオゾンが非生物学的プロセスで生成されたか否かの証拠を探すこともできる。さらに観測波長を2.5μmまで拡張させればCH4なども検出することができ、これは生物学的プロセスが存在することと一致する。一方で紫外線側の観測波長を拡張すれば、波長0.3μmのO3の吸収線を用いて、生物学的なO2を主体とする大気と、非生物学的なCO2を主体とする大気を区別することができる。
O2が生成されるプロセスとして生命体による光合成のほかにも地球科学的なプロセスが考えられるため、O2をバイオシグナチャーとして信頼しきることはできず、他の吸収線から読み取れる環境条件も考慮したうえで生物由来のものか判断する必要がある。

## 日本からの参加
ハッブル宇宙望遠鏡がHabEx打ち上げまでに運用を停止していた場合紫外線を観測できる稼働中の大型宇宙望遠鏡が無くなるため、紫外線望遠鏡としての機能も注目されている。日本もHabExの計画に携わり、特に紫外線検出器の開発面で大きな寄与が期待されている。日本は全体の5%ほどの予算を負担し多くの共同観測に加わる予定で、JAXAや国立天文台などが主導する予定で、東京大学などの研究者らが検討の議論に加わっている。